# 委員長

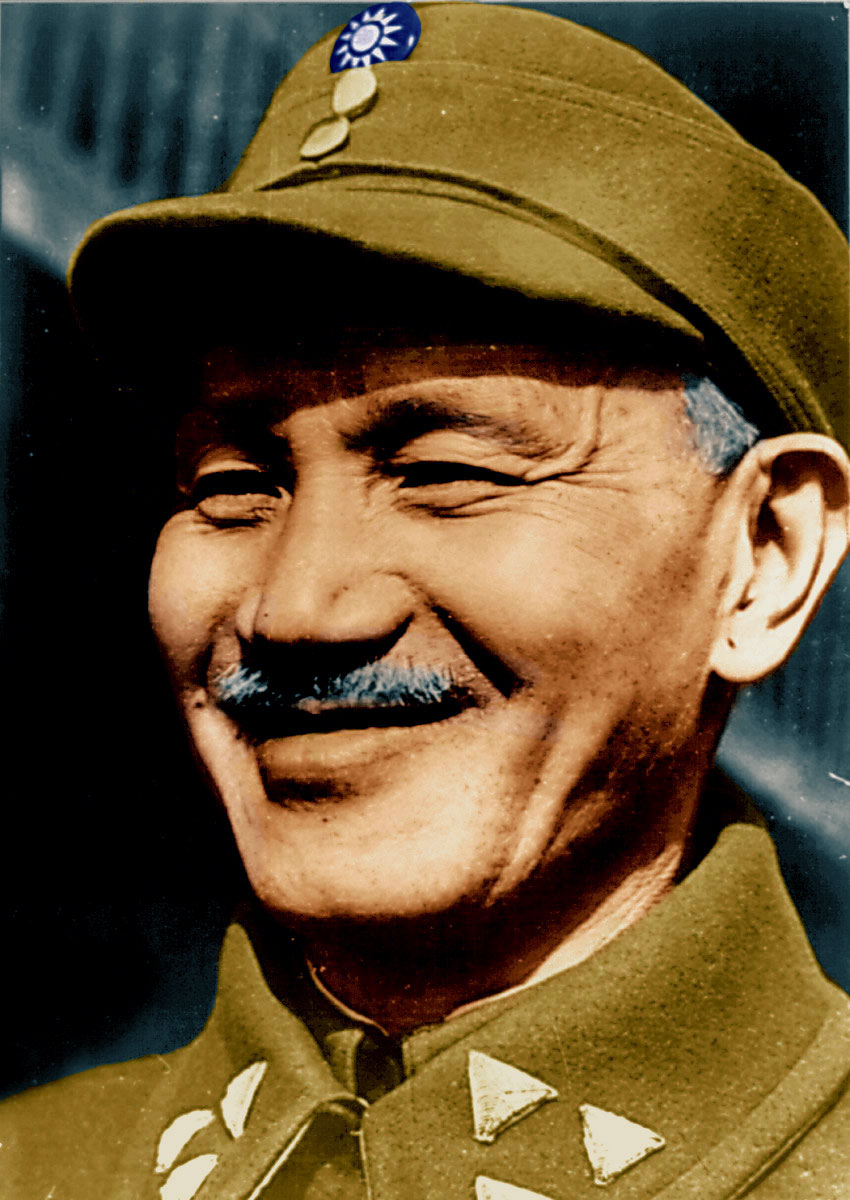
1932年－1946年的軍事委員會蔣中正委員長。

委員長是委員會最高代表者的頭銜之一，主要用於政黨或政府高階官職名稱。在中華民國、中華人民共和國、朝鮮半島及日本等漢字文化圈的政治組織中皆有名為「委員長」的職務，類似用詞還有在中華民國較為常用的「主任委員」。

## 中華民國

### 國民政府時期
中華民國在國民政府時期，在蔣中正在1931年12月15日辭去國民政府主席一職後，在1932年創設並出任軍事委員會委員長或國民政府軍事委員會委員長或陸海空軍最高統帥軍事委員會委員長。由於當時中國長期處於內外戰爭狀態，該職是國民政府各級首長中，實際權力最大官職，職權不受中華民國訓政時期約法限制。雖然仍有國民政府主席的設置，但僅是名義上的國家元首。
國民政府軍事委員會委員長設置於1925年，是國民政府軍事委員會的實際決策者。1928年中華民國國民政府統一中國後，也是中華民國國民政府統治中國期間，絕大部分時間的中國軍事領導者。1938年，因應中日戰爭，中華民國政府改組，委員長被賦予「國民政府組織法第三條所規定之職權」（1938年1月17日公佈之修正軍事委員會組織大綱），至此，委員長成為中華民國戰時政府的實際領導人，統領行政與立法權。此情況，一直到1947年中華民國實施行憲後才改變。國民政府軍事委員會長期主官——委員長蔣中正，一般來說是以此職務統治全中國。正因如此，不但絕大多數的中國人習慣稱蔣中正為蔣委員長，乃至於中國之外之西方世界。

### 現今
中華民國現今組織，中央政府的行政院下設的部會中，只有僑務委員會的首長為「委員長」，其他皆為部長或主任委員。

## 中華人民共和國
中華人民共和國依據憲法，最高國家權力及立法機關為全國人民代表大會，常設機構為全國人大常務委員會，常委會設置「委員長」一人，副委員長若干人，委員長履行類似國會議長的職能，享受「黨和國家領導人」待遇。

## 朝鮮民主主義人民共和國
朝鮮民主主義人民共和國國務委員會置有朝鲜国务委员会委员长作為首長，是朝鮮人民軍最高統帥，一般由朝鮮領導人兼任。朝鮮的最高立法機關最高人民會議常任委員會最高負責人，也稱最高人民會議常任委員會委員長。朝鮮的各政黨和社會團體的領導人以及黨的部分職能部門的領導人職稱也為委員長，譬如朝鮮勞動黨委員長、朝鮮社會民主黨委員長、朝鮮勞動黨中央軍事委員會委員長諸如此類職務等。

## 日本國

### 政治
日本國會兩院下設各委員會，委員會召集人為「委員長」。如「眾議院營運委員會委員長」(即程序委員會)、「眾議院交通委員會委員長」等職。
日本政黨中亦有「委員長」職務。例如日本共產黨最高領導職務為中央委員會「委員長」。現任日共委員長為田村智子。國家公安委員會的首長也稱為「委員長」，具有國務大臣身分，直接向首相负责。

### 政界以外的委員長
在日本校園的班級中，班長稱為「委員長」或「学級委員長」。

## 列表
| 國家或地區             | 國旗                   | 國徽 | 委員長（現任）                   | 所屬政黨或政府（機構）                      | 工作性質               | 姓名     |
| ---------------------- | ---------------------- | ---- | -------------------------------- | ------------------------------------------- | ---------------------- | -------- |
| 中華民國               | 中華民國               |      | 侨务委员会委员长                 | 行政院                                      | 部門首長               | 徐佳青   |
| 中华人民共和国         | 中华人民共和国         |      | 全国人民代表大会常务委员会委员长 | 全国人民代表大会 全国人民代表大会常务委员会 | 党和国家领导人         | 赵乐际   |
| 朝鮮民主主義人民共和國 | 朝鲜民主主义人民共和国 |      | 最高人民会议常任委员会委员长     | 最高人民会议                                | 朝鲜领导人             | 崔龙海   |
| 朝鮮民主主義人民共和國 | 朝鲜民主主义人民共和国 |      | 朝鲜国务委员会委员长             | 朝鲜国务委员会                              | 最高领导人             | 金正恩   |
| 日本                   | 日本                   |      | 国家公安委员会委员长             | 国家公安委员会                              | 日本国务大臣、部門首長 | 坂井學   |
| 日本                   | 日本                   |      | 日本共产党中央委员会干部会委员长 | 日本共产党中央委员会                        | 政黨負責人、實際黨魁   | 田村智子 |

### 引用
1. 1 2  師永剛、張凡編著，《蔣介石：1887～1975.上》，北京：華文出版社，2011年3月，第268頁，ISBN 9787505734474